# Ottone (lega)
L'ottone è una lega ossidabile formata da rame (Cu) e zinco (Zn), simile all'oricalco. Bisogna distinguere tra ottoni binari, costituiti da rame e zinco, ottoni ternari in cui è presente un terzo elemento chimico caratterizzante la lega e ottoni quaternari in cui sono presenti altri elementi chimici.

## Descrizione
Considerando gli ottoni binari, si parla di fase α quando il contenuto di zinco è inferiore al 36% circa; la struttura cristallina della lega ricalca quella del rame, cioè quella cubica a facce centrate. Questi ottoni hanno eccellente lavorabilità a freddo (imbutitura e stampaggio) e buona a caldo. Gli ottoni α-β (dove la fase β è struttura cubica a corpo centrato) hanno un titolo di zinco oscillante tra il 36 e il 45%; sono facilmente lavorabili a caldo mentre le leghe con percentuali di Zn superiori al 45% non hanno interesse applicativo industriale.
La lavorabilità alle macchine utensili delle leghe binarie rame-zinco è buona, ma la tenacità provoca la formazione di trucioli molto lunghi; per ovviare a tale inconveniente viene aggiunto del piombo (Pb) che, insolubile ed estraneo alla struttura cristallina, si disperde ai bordi dei grani: così i trucioli diventano corti o addirittura polverosi e gli utensili subiscono un'usura e un riscaldamento minori, con conseguente miglioramento della qualità e della velocità della lavorazione. Gli ottoni al piombo sono denominati anche ottoni secchi. Proprio la presenza di piombo in alcune nazioni ne limita o vieta l'uso in idrosanitaria e altre applicazioni a contatto con l'uomo.
Alla lega possono essere aggiunti altri elementi per ottenere determinate proprietà:
- il manganese e lo stagno aumentano la resistenza alla corrosione;
- il ferro aumenta il carico di rottura;
- l'alluminio aumenta la resistenza alla corrosione e all'abrasione;
- l'antimonio e l'arsenico inibiscono la dezincificazione (una particolare corrosione, prevalentemente elettrochimica, che provoca la formazione di un deposito di rame insieme a sali basici di zinco, in special modo ossicloruro). Anche lo stagno, il piombo, il nichel e l'alluminio possono essere usati a tale proposito.
- il nichel migliora le caratteristiche meccaniche e la resistenza alla corrosione;
- il silicio serve a disossidare e favorisce la creazione della fase β.

L'influenza degli elementi in lega può essere studiata attraverso i coefficienti di Guillet, cioè l'aggiunta di un terzo elemento in lega può essere considerata equivalente alla aggiunta o sottrazione di zinco. Per esempio, l'aggiunta di silicio (coeff. =10) equivale ad una quantità di zinco 10 volte maggiore: accade così che se ad un ottone binario Cu Zn 30 (a totale struttura α) viene aggiunto 1-2% di silicio, diventa a struttura totalmente β. Il nichel ha un coefficiente di equivalenza negativo, mentre quello del piombo è nullo, dal momento che, disponendosi ai bordi dei grani, non entra nel reticolo cristallino.

## Usi

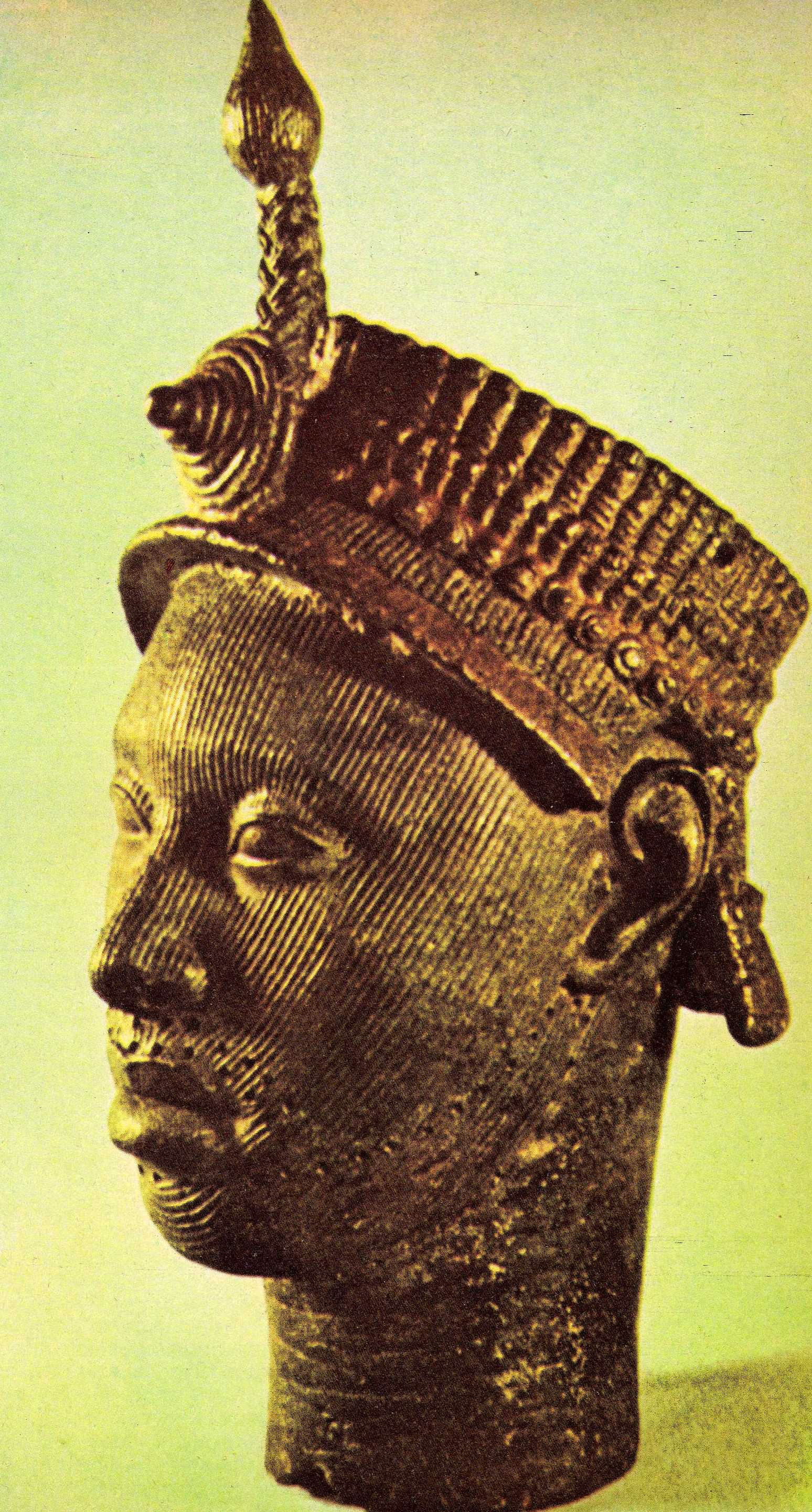
Una scultura in ottone

L'ottone ha un campo di applicazioni talmente vasto che se ne può fare solo un elenco di massima.
I principali campi di utilizzo sono:
- elettricità (apparecchiature elettriche, interruttori, contatti, portalampada)
- autotrasporti (radiatori, impianti elettrici)
- settore marino (scambiatori, piastre, eliche)
- piani cottura (spartifiamma)
- munizioni (bossoli)
- idrosanitaria (rubinetti, valvole, collettori di distribuzione acqua, radiatori, tubazioni)
- industria chimica (scambiatori)
- industria meccanica (bulloni, viti, ingranaggi, minuterie metalliche)
- edilizia e arredamento (cerniere, serramenti, elementi di mobili, maniglie)
- monetazione e simili (monete, targhe, medaglie, decorazioni)
- strumenti musicali (gli ottoni)
- beverage (colonne per spillamento bevande)
- agricoltura (accessori vari)

Gli ottoni contenenti dal 40 al 60% di zinco, molto plastici, sono nominati similori, per via della colorazione simile a quella dell'oro. Vengono impiegati in bigiotteria con i quali si producono orologi. Gli ottoni che hanno percentuali maggiori di zinco, sopra il 70-97,23%, hanno caratteristiche meccaniche più elevate: vengono usati per parti di oggetti che necessitano resistenza meccanica. Quello al 28% viene usato per i bossoli dei cannoni e cartucceria; quello al 33%, ottimamente lavorabile, è raccomandato per i laminati destinati a pezzi imbutiti, molle e tubi.
L'ottone CuZn37 ha struttura α a freddo, β a caldo: offre pertanto una facile lavorabilità a freddo e a caldo ed è utilizzato per la preparazione di barre e laminati trafilati. L'ottone CuZn40 (ottone Muntz) è utilizzato per i pezzi finiti a caldo: barre di grande diametro, piastre tubiere, pezzi stampati. Gli ottoni al piombo (CuZn38Pb2, CuZn39Pb2 e CuZn40Pb2 i più usati) sono impiegati per i pezzi lavorabili al tornio, come valvole e rubinetti. La lega CuZn36Pb3 (free-cutting brass) è utilizzata come riferimento per la lavorabilità ad asportazione di truciolo, con un indice convenzionalmente pari a 100; tutte le altre leghe di rame hanno valori inferiori.
Tra gli ottoni speciali ricordiamo il CuZn28Sn1As, detto anche ottone ammiragliato, utilizzato in distillatori, condensatori, raccordi e nelle applicazioni marine in generale. Il CuZn22Al2As è utilizzato negli scambiatori marini, che necessitano di alta resistenza alla corrosione e che lavorano con alta velocità di flusso. Il CuZn19Sn viene usato per la produzione di strumenti musicali (gli ottoni). Le monete da 10, 20 e 50 centesimi di euro sono in CuAl5Zn5Sn1 (lega nordic Gold o oro nordico), mentre la parte gialla delle monete da 1 e 2 euro è in CuZn20Ni5. Una delle ultime leghe utilizzate per il settore idrosanitario vede l’utilizzo dell’ottone CuZn21Si3P che ha la caratteristica di avere nella sua composizione chimica solo tracce inferiori allo 0,1% di piombo, per tale motivo è utilizzabile per la produzione di rubinetteria sanitaria anche in California, una delle nazioni con la più restrittiva regolamentazione in proposito, peraltro tale lega pare abbia proprietà intrinsecamente antibatteriche.
Gli ottoni sono adatti per la colata in sabbia e in conchiglia e la pressocolata, che si applica a getti di piccole e medie dimensioni. Le leghe binarie rame-zinco sono adatte anche per le colate in getti: hanno un intervallo di solidificazione ristretto, quindi vi è un pericolo minore di rotture a caldo e porosità durante il ritiro per solidificazione.

## Proprietà
L'ottone è un materiale duttile, malleabile e ha una buona resistenza alla corrosione. Rispetto al rame presenta valori più elevati di durezza, resilienza e fusibilità. Ha notevoli proprietà acustiche, non a caso viene impiegato nella produzione di svariati strumenti musicali, soprattutto i cosiddetti "ottoni" (tromba, corno, trombone, tuba, flicorni ecc.), ma anche sassofoni e percussioni.

## Produzione
Nel 2008 l'Italia ha prodotto 572.300 tonnellate di semilavorati in leghe di rame, la stragrande maggioranza delle quali (564.800 t) in ottone.
| Semilavorati (ottone) | tonnellate | %    |
| --------------------- | ---------- | ---- |
| Tubi                  | 6.150      | 1,1  |
| Lastre e nastri       | 38.250     | 6,7  |
| Barre e profilati     | 517.300    | 90,4 |
| Fili                  | 2.700      | 0,5  |
| Altre leghe           | 7.800      | 1,4  |